# Reichsgau Niederdonau
O Reichsgau Baixo Danúbio (alemão: Reichsgau Niederdonau) foi uma divisão administrativa da Alemanha Nazista composta por áreas na Baixa Áustria, Burguenlândia, partes do sudeste da Boêmia, partes do sul da Morávia, posteriormente expandida com Devín e Petržalka. Existiu entre 1938 e 1945.

## História
O sistema nazista Gau (plural Gaue) foi originalmente estabelecido em uma conferência do partido em 22 de maio de 1926, a fim de melhorar a administração da estrutura partidária. A partir de 1933, após a tomada do poder pelos nazistas, o Gaue substituiu cada vez mais os estados alemães como subdivisões administrativas na Alemanha. Em 12 de março de 1938, a Alemanha nazista anexou a Áustria e em 24 de maio as províncias austríacas foram reorganizadas e substituídas por sete partidos nazistas Gaue. De acordo com a lei Ostmarkgesetz de 14 de abril de 1939, com efeitos a partir de 1º de maio, os Gaue austríacos foram elevados ao status de Reichsgaue e seus Gauleiters também foram posteriormente chamados de Reichsstatthalters.
À frente de cada Gau estava um Gauleiter, posição que se tornou cada vez mais poderosa, especialmente após a eclosão da Segunda Guerra Mundial. Os Gauleiters locais foram responsáveis pela propaganda e vigilância e, a partir de setembro de 1944, pelo Volkssturm e pela defesa do Gau.
O cargo de Gauleiter no Baixo Danúbio foi ocupado por Hugo Jury durante a existência do Gau.  

## Divisões administrativas
As divisões administrativas do Gau: 

### Distritos urbanos /Stadtkreise
1. Cidade de Krems
2. Cidade de Sankt Pölten
3. Cidade de Wiener Neustadt

### Distritos rurais /Landkreise
1. Landkreis Amstetten
2. Landkreis Baden
3. Landkreis Bruck an der Leitha
4. Landkreis Eisenstadt
5. Landkreis Gänserndorf
6. Landkreis Gmünd
7. Landkreis Hollabrunn
8. Landkreis Horn
9. Landkreis Korneuburg
10. Landkreis Krems
11. Landkreis Lilienfeld
12. Landkreis Melk
13. Landkreis Mistelbach an der Zaya
14. Landkreis Neubistritz
15. Landkreis Neunkirchen in Niederdonau
16. Landkreis Nikolsburg
17. Landkreis Oberpullendorf
18. Landkreis Sankt Pölten
19. Landkreis Scheibbs
20. Landkreis Tulln
21. Landkreis Waidhofen an der Thaya
22. Landkreis Wiener Neustadt
23. Landkreis Znaim
24. Landkreis Zwettl